# Peter Parovic
Peter Parovic es personaje de cómic creado por el colectivo El Cubri en 1979, protagonista de varias de sus historietas.

## Trayectoria editorial
El detective Peter Parovic vio la luz en las páginas de "Diario 16" en 1979.
Tres historietas más del personaje con el título genérico de Sombras y una evidente influencia del cine negro aparecieron en los números 6 y 7 de la revista "Rambla", durante 1982.
Un año después, Felipe Hernández Cava y Pedro Arjona González lo retomarón para la serie Cadáveres de permiso, publicada en los números 11 a 16 de la revista "Rambla" (octubre de 1983 a marzo de 1984).

## Historietas del personaje
| Núm.   | Título                        | Publicación           | Páginas | Fecha |
| ------ | ----------------------------- | --------------------- | ------- | ----- |
| —      | «Sombras: el último deseo»    | "Cairo" n.º 6         | 50-53   | 1982  |
| Trama: |                               |                       |         |       |
| —      | «Sombras: In a sentimal Mood» | "Cairo" n.º 7         | 76-79   | 1982  |
| Trama: |                               |                       |         |       |
| —      | «Sombras: estaré esperando»   | "Cairo" n.º 7         | 80-83   | 1982  |
| Trama: |                               |                       |         |       |
| —      | «Cadáveres de permiso»        | "Rambla" n.º 11 al 16 | —       | 1983  |
| Trama: |                               |                       |         |       |